# Урочище Затінки і Тересянка
Уро́чище За́тінки і Тереся́нка — ботанічний заказник загальнодержавного значення в Україні. Розташований у межах Рахівського району Закарпатської області, на північний захід від села Білин. 
Площа 13 га. Статус присвоєно згідно з постановою Ради Міністрів УРСР від 28.10.1974 року № 500, ПРМ УРСР від 03.08.1978 року № 383, Ріш. ОВК від 23.10.1984 року № 253 (Передано до складу КБЗ б/в Указ Президента від 11.04.1997 року № 325/97). Перебуває у віданні ДП «Рахівське ЛДГ» (Квасівське л-во, квартал 8, виділ 22, квартал 10, виділ 8, 9, 18, 19 урочища Затінки і Тирсянка). 
Охороняється найбільший у Закарпатті осередок зростання арніки гірської — рідкісної лікарської рослини, занесеної до Червоної книги України. Тут зростають також інші рідкісні рослини: тирлич крапчастий, відкасник безстеблий, анемона нарцисоцвітна. 
Заказник має велике значення як насіннєва база арніки гірської. 
У 1997 році заказник увійшов до складу Карпатського біосферного заповідника.